# SM U-29 (1913)
SM U-29 – niemiecki okręt podwodny typu U-27 zbudowany w  Kaiserliche Werft, Gdańsk w latach 1912-1914. Wodowany 11 października 1913 roku, wszedł do służby w Cesarskiej Marynarce Wojennej 1 sierpnia 1914 roku, a jego dowódcą został kapitan Wilhelm Plange. U-29 był ostatnim niemieckim okrętem podwodnym zwodowanym przed wybuchem I wojny światowej. U-29 w czasie jednego patrolu zatopił 4 statki nieprzyjaciela o łącznej wyporności 12 934 GRT oraz uszkodził dwa o łącznej wyporności 1 317 GRT. Służył w IV Flotylli. 
Pierwszym statkiem zatopionym przez U-29 pod dowództwem kapitana Forstnera był brytyjski francuski parowiec "Auguste Conseil" o wyporności 2 952 GRT. 11 marca 1915 roku U-29 zatopił francuski statek 22 mile na południe od Start Point w Devon.
16 lutego 1915 roku dowódcą U-29 został kapitan Otto Weddigen
18 marca 1915 roku, w czasie patrolu bojowego u wybrzeży Szkocji w okolicach Pentland Firth, U-29 został staranowany przez brytyjski pancernik HMS Dreadnought. Wszyscy członkowie załogi zginęli.